# مملكة شانشان
شانشان (بالصينية: 鄯善) (بالأويغورية: پىچان)‏ هي مملكة قديمة كانت تقع في الطرف الشمالي الشرقي من صحراء تاكلاماكان بالقرب من البحيرة المالحة لوب نور.
كانت المملكة في الأصل دولة (مدينة) مستقلة، تُعرف بلغة سكانها غير الموثقة تقريبًا باسم «كروران» أو «كروراينا» والتي تترجم عادةً باللغة الصينية باسم لولان. سيطرت أسرة هان الغربية مباشرة على المملكة في وقت ما بعد عام 77 قبل الميلاد، وعرفت فيما بعد بالصينية باسم شانشان. اقترح عالم الآثار جاي بي مالوري أن اسم شانشان قد يكون مشتقًا من اسم مدينة أخرى في المنطقة وهي مدينة تشيرشن (التي عُرفت فيما بعد بالصينية باسم كيمو).

## الموقع
مملكة كروران (لولان) لاحقًا شانشان تأسست على الأرجح في بلدة محاطة بأسوار ذات موقع استراتيجي بالقرب من الطرف الشمالي الغربي لبحيرة لوب نور وبجوار منبع نهر تاريم إلى لوب نور (40 ° 9 'شمالًا ، 89 درجة 5 'شرقًا). امتدت مملكة كروران على مساحة تقارب 10.8 هكتار (27 فدانًا) مع معبد بوذي يبلغ ارتفاعه حوالي 10 أمتار (33 قدمًا) والعديد من المنازل وخنادق الري.
كانت تقع ضمن حدود المملكة مدينة تشاركليك [الإنجليزية](بالقرب من مدينة رووجان [الإنجليزية] الحديثة إلى الجنوب الغربي من لوب نور) ومدينة تشرشين (فيما بعد كيمو)، وكذلك مدينة نيا [الإنجليزية] الواقعة في الجنوب الغربي.